# Fantoma din Morrisville
Fantoma din Morrisville (titlul original: în cehă Fantom Morrisvillu) este un film de comedie cehoslovac, realizat în 1966 de regizorul Bořivoj Zeman, protagoniști fiind actorii Oldřich Nový, Květa Fialová, Jana Nováková, Waldemar Matuška. Filmul realizat în Studioul Barrandov, este o parodie a romanelor și a filmelor ieftine de crimă și horor, în cazul de față filmul din 1961 The Pit and the Pendulum. 

## Distribuție
- Oldřich Nový – percuționistul Emil / Sir Hannibal Morris
- Květa Fialová – Lady Clarence Hamilton, logodnica lui Hanibal
- Jana Nováková – Mabel – secretara lui Hanibal
- Vít Olmer – Allan Pinkerton
- Waldemar Matuška – Manuel Díazm, aventurier
- Jaroslav Marvan – Inspector Brumpby de la Scotland Yard
- František Filipovský  – Doctor Stolly
- Jan Skopeček – servantul John
- Jaroslav Rozsíval – Dixi
- Jaroslav Heyduk – Drummond, numită 'Ruzenka'
- Otto Šimánek – Miky, numită 'Kuratko' ('Puișorul')
- Vlasta Fabianová – Arabella, doamna Gray
- Lubomír Kostelka – Ind Abu, gardianul
- Rudolf Deyl – Coroner
- Nataša Gollová – Lady White, proprietarul de adăpost pentru infractori incorigibili